# Сін-Тоцукава

43°32′55″ пн. ш. 141°52′38″ сх. д. / 43.54861° пн. ш. 141.87722° сх. д.
Сі́н-Тоцука́ва (яп. 新十津川町, しんとつかわちょう, МФА: [ɕiɴ tot͡su̥kawa t͡ɕoː]) — містечко в Японії, в повіті Кабато округу Сораті префектури Хоккайдо. Станом на 1 жовтня 2008 року площа містечка становила 495,62 км². Станом на 31 березня 2017 населення містечка становило 6731 осіб.